# Gratowanie

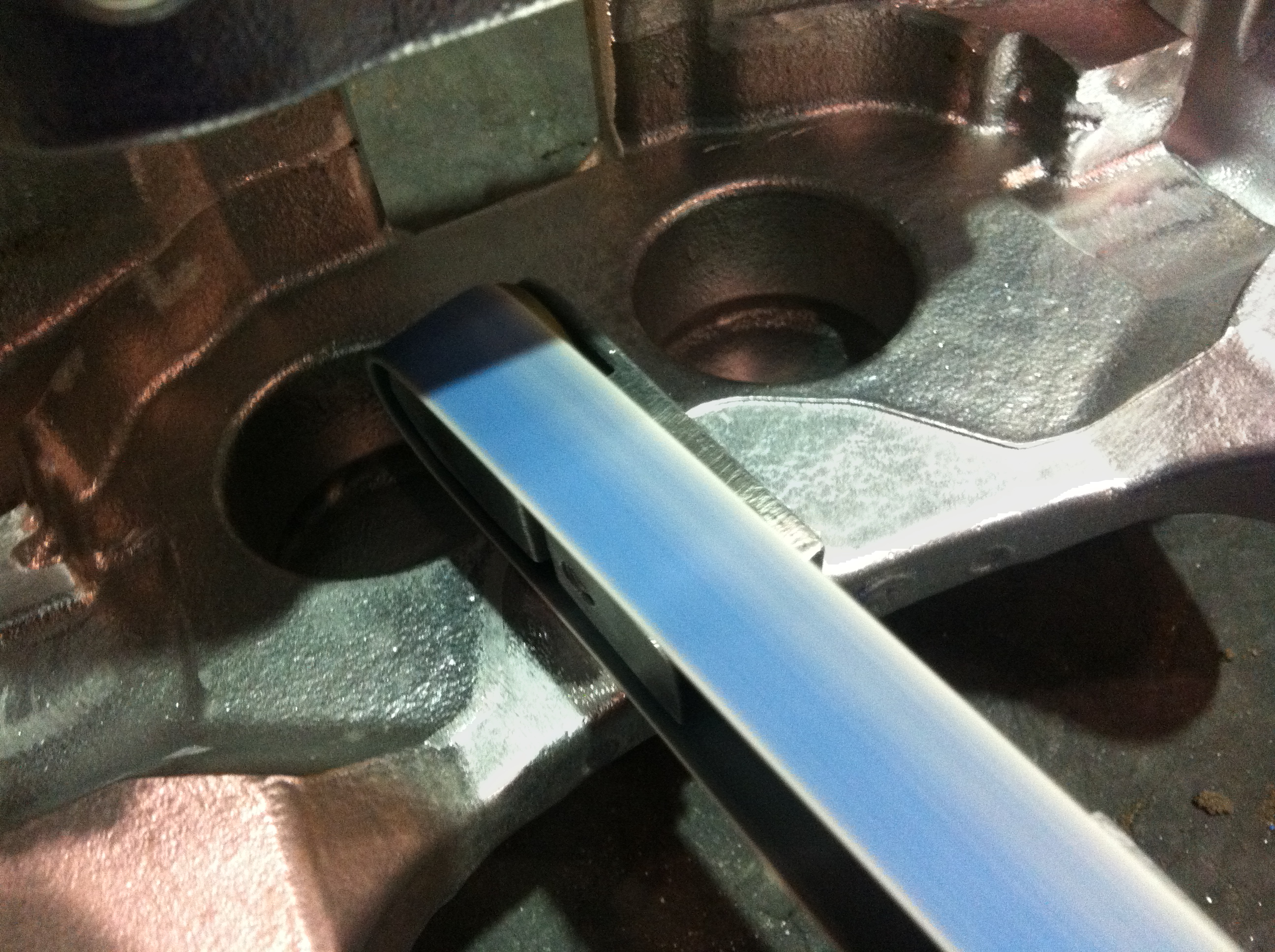
Usuwanie gratu szlifierką ręczną

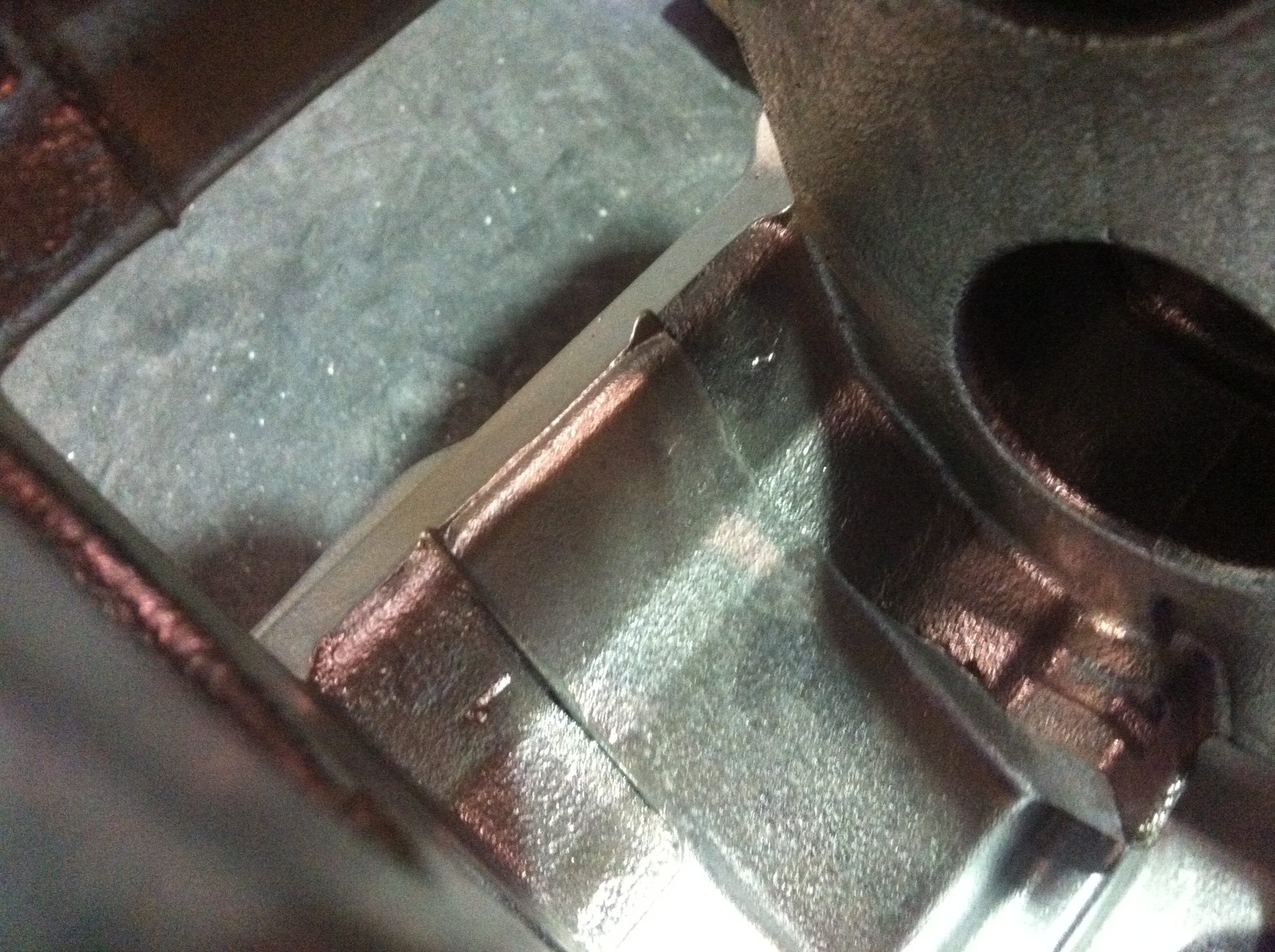
Grat z nadlanym metalem

Gratowanie (błędnie: gradowanie) – usuwanie ostrych pozostałości materiału (metalu lub tworzywa sztucznego), tzw. gratów, na krawędziach detalu pozostałych po różnego rodzaju obróbce skrawaniem lub z wyprasek. Celem gratowania jest stępienie ostrych krawędzi, które mogą uszkodzić ciało lub w celu poprawienia estetyki.
Stosowane w hutnictwie maszyny do gratowania (oszlifowywania) końcówek wyrobów, zwane są gratownicami. Ręczne narzędzia natomiast nazywa się gratownikami.